# Francis Alcantara
Francis Casey „Niño“ Alcantara (* 4. Februar 1992 in Cagayan de Oro) ist ein philippinischer Tennisspieler. 2009 gewann er als Junior die Doppelkonkurrenz der Australian Open.

## Karriere
Alcantara spielte bis 2010 auf der ITF Junior Tour. Sein bestes Ergebnis bei Grand-Slam-Turnieren war der Doppeltitel bei den Australian Open mit Hsieh Cheng-peng, wo sie keinen Satz im Turnierverlauf abgaben. Darüber hinaus gewann er fünf weitere Turniere im Doppel bei der zweithöchsten Turnierkategorie Grade 1. Im März 2009 stieg er auf Rang 14 in der Junior-Rangliste. Er war der erste Philippiner, der geschlechtsübergreifend ein Grand-Slam-Turnier gewann.
Bei den Profis spielte Alcantara erst ab 2015. 2010 begann er an der Fresno State University ein Studium. Während dieser Zeit spielte er College Tennis. Für seine letzten beiden Studienjahre wechselte er an die Pepperdine University, wo er 2014 seinen Abschluss machte. Die einzigen professionellen Matches, die er bis dahin gespielt hatten, waren für die philippinische Davis-Cup-Mannschaft. Dort debütierte er 2009 und spielte bis 2021 in 15 Begegnungen, in denen er eine Bilanz von 13:6 vorweist.
Im Einzel war er während seiner Karriere weniger erfolgreich. Auf der drittklassigen ITF Future Tour konnte er nur einmal weiter als das Viertelfinale kommen, als er 2016 ein Finale erreichte. 2017 erreichte er Platz 758, sein Rekordhoch in der Tennisweltrangliste. Im Doppel gewann er 2015 seinen ersten Future-Titel und schloss das Jahr in den Top 1000 ab. Innerhalb eines Jahres verbesserte er sich um 500 Plätze – er konnte beim ersten Turnier auf der ATP Challenger Tour das Finale von Manila erreichen und zog in zwei Future-Finals ein. 2017 gewann er fünf Futures und schloss da Jahr auf Position 337 ab. Mit sechs weiteren Titel 2018 erreichte er sein Karrierehoch im Doppel von Platz 257. In der Folgezeit versuchte er ohne Erfolg sich bei Challengers durchzusetzen und gewann bis 2021 keine weiteren Titel. Von 2021 bis 2022 gewann er die Titel 13 bis 17. Vor allem durch zwei Finalteilnahmen in Nonthaburi (I und II) mit Christopher Rungkat spielte er sich wieder in den Top 400 fest. Von 2015 bis 2021 nahm Alcantara für sein Land an den Südostasienspielen teil. Dort gewann er 2015 Bronze, 2017 sowie 2021 Silber und 2019 Gold. Bei den Asienspielen gewann er noch keine Medaille.